# Formica fuscescens
Formica fuscescens é uma espécie de formiga do gênero Formica, pertencente à subfamília Formicinae.